# 이조아
이조아(1975년 ~ )는 대한민국의 가수이다.

## 학력
- 진안제일고등학교 졸업
- 진안여자중학교 졸업

## 데뷔
- 2014년 EP 앨범 "묵찌빠"

## 음반
- 2017년 어쩌다
- 2014년 묵찌빠